# Vallelunga vasútállomás
A Vallelunga vasútállomás egy vasútállomás Olaszországban, Szicília régióban, Palermo megyében, Vallelunga Pratameno településen. Forgalma alapján az olasz vasútállomás-kategóriák közül a bronz kategóriába tartozik.

## Vasútvonalak
Az állomást az alábbi vasútvonalak érintik:
- Caltanissetta-Palermo-vasútvonal